# Gradski park
Le Gradski park (en serbe cyrillique : Градски парк) est un jardin public situé à Belgrade, la capitale de la Serbie, dans la partie ancienne de la municipalité urbaine de Zemun.
Le parc est bordé par les rues Nemanjina, 22. oktobra, Vrtlarska, Savska et Nikolaja Ostrovskog. Il couvre une superficie de 7,72 ha et abrite quinze arbres placés sous la protection de l'État ainsi que de nombreux édifices et monuments.

## Histoire

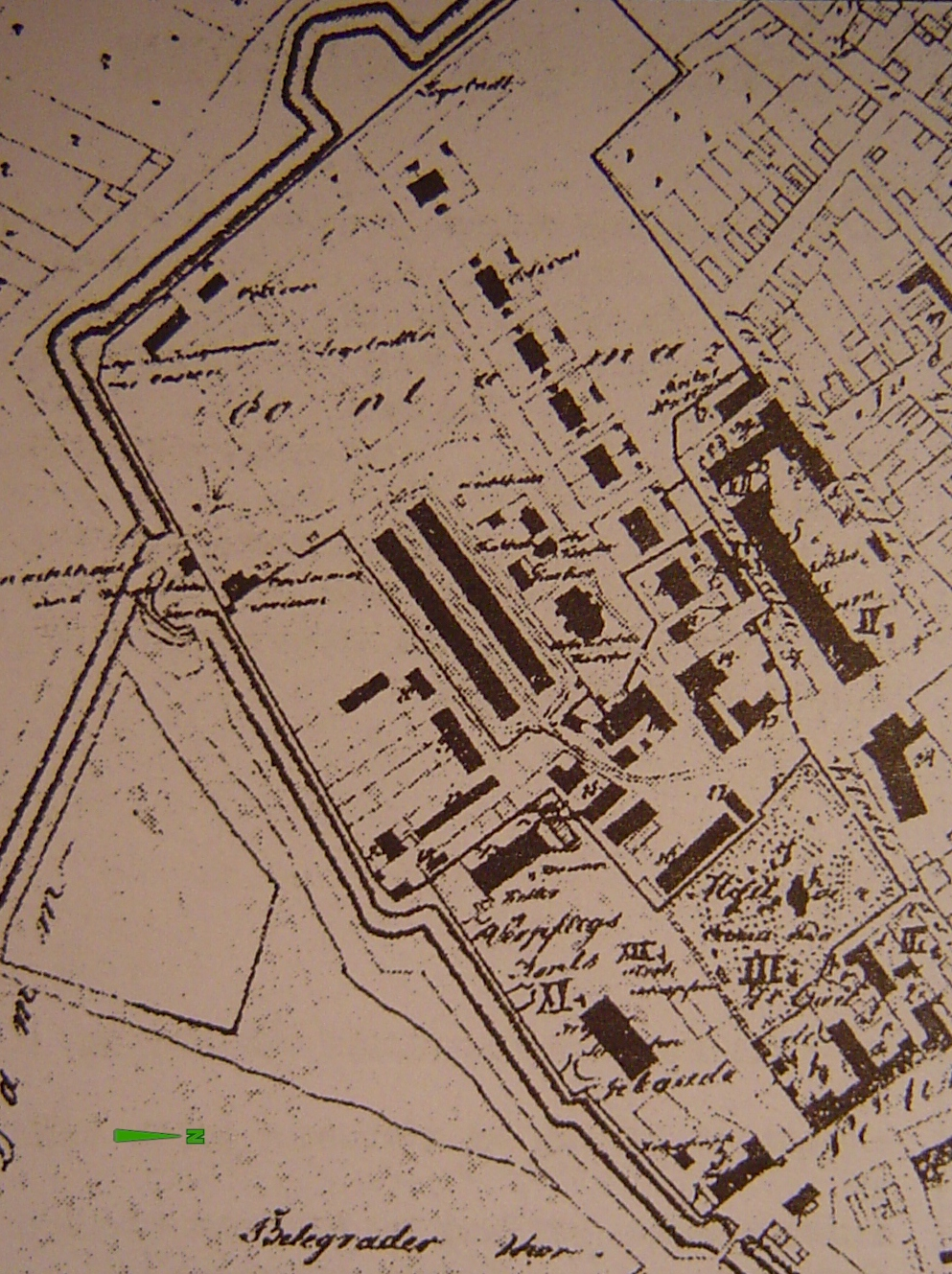
Plan de la « Quarantaine » en 1830

À l'emplacement du parc actuel se trouvait le domaine de la « Quarantaine », une institution créée en 1730, à l'époque où Zemun obtint le statut de ville franche royale au sein de l'empire d'Autriche ; cette institution perdura jusqu'en 1871. Le parc accueillit alors les voyageurs qui, ayant traversé la Save, se rendaient sur les terres impériales ; il y étaient maintenu en quarantaine. Le parc a ensuite été restructuré par Ivan Perković et il ouvrit ses portes au public en 1886.
D'abord nommé « Parc Élisabeth », en hommage à l'impératrice Élisabeth de Wittelsbach, il a été rebaptisé après la Première Guerre mondiale et est devenu le « Gradski park ».

## Le Gradski park aujourd'hui

Plan du Gradski park

Le Gradski park conserve les vestiges d'un sarcophage romain remontant à l'antique Taurunum.
On y trouve aussi deux édifices religieux datant de l'institution de la « Quarantaine ». La chapelle Saint-Michel et Saint-Gabriel est une église orthodoxe construite en 1786 par le marchand Teodor Toša Apostolović ; elle a été dessinée dans un style baroque et est aujourd'hui classée ,. La chapelle Saint-Roch, d'obédience catholique, construite en 1836 sur des dessins de Josif Felber dans un style baroque, est elle aussi classée,.

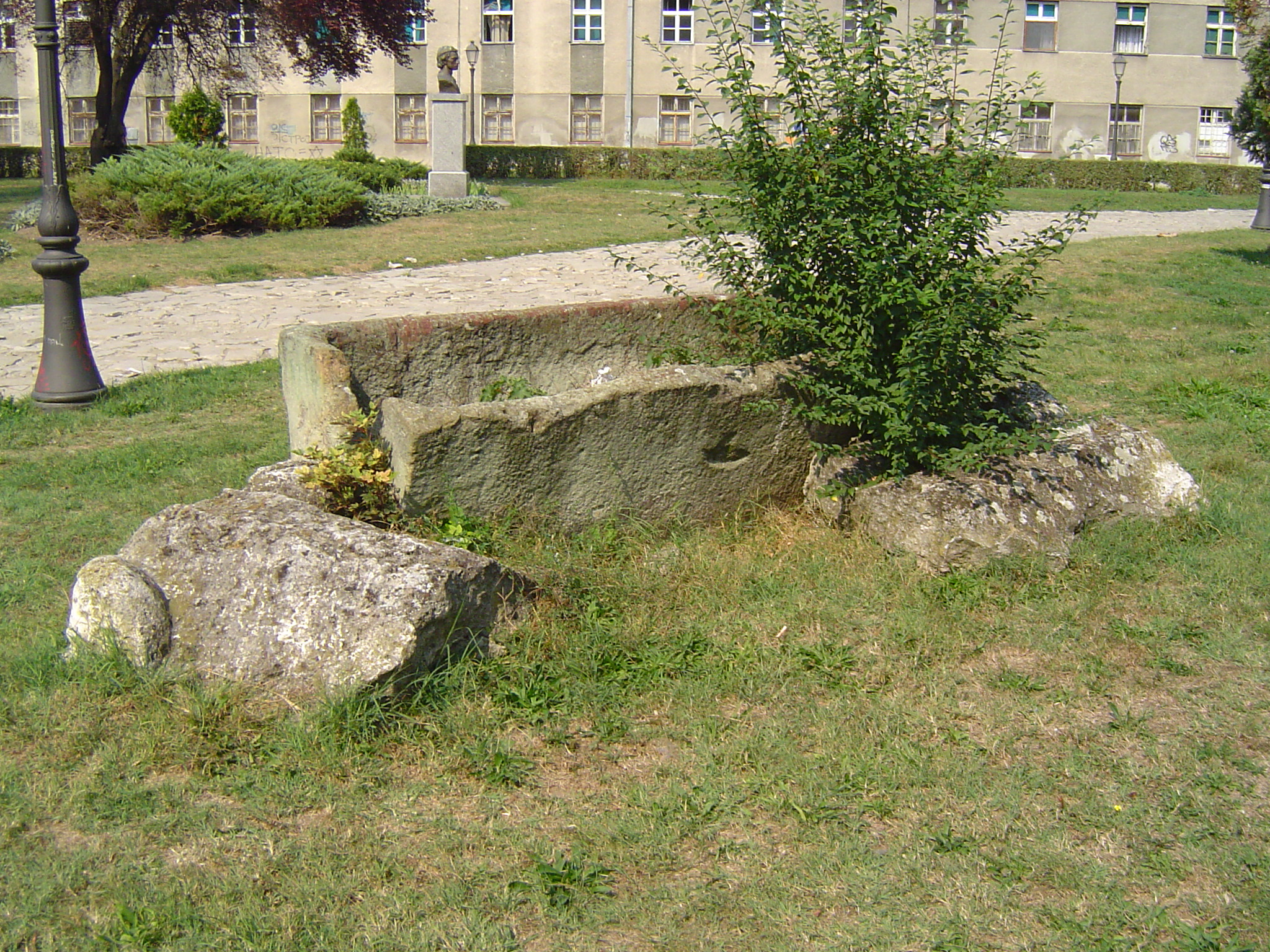
Vestige d'un sarcophage romain
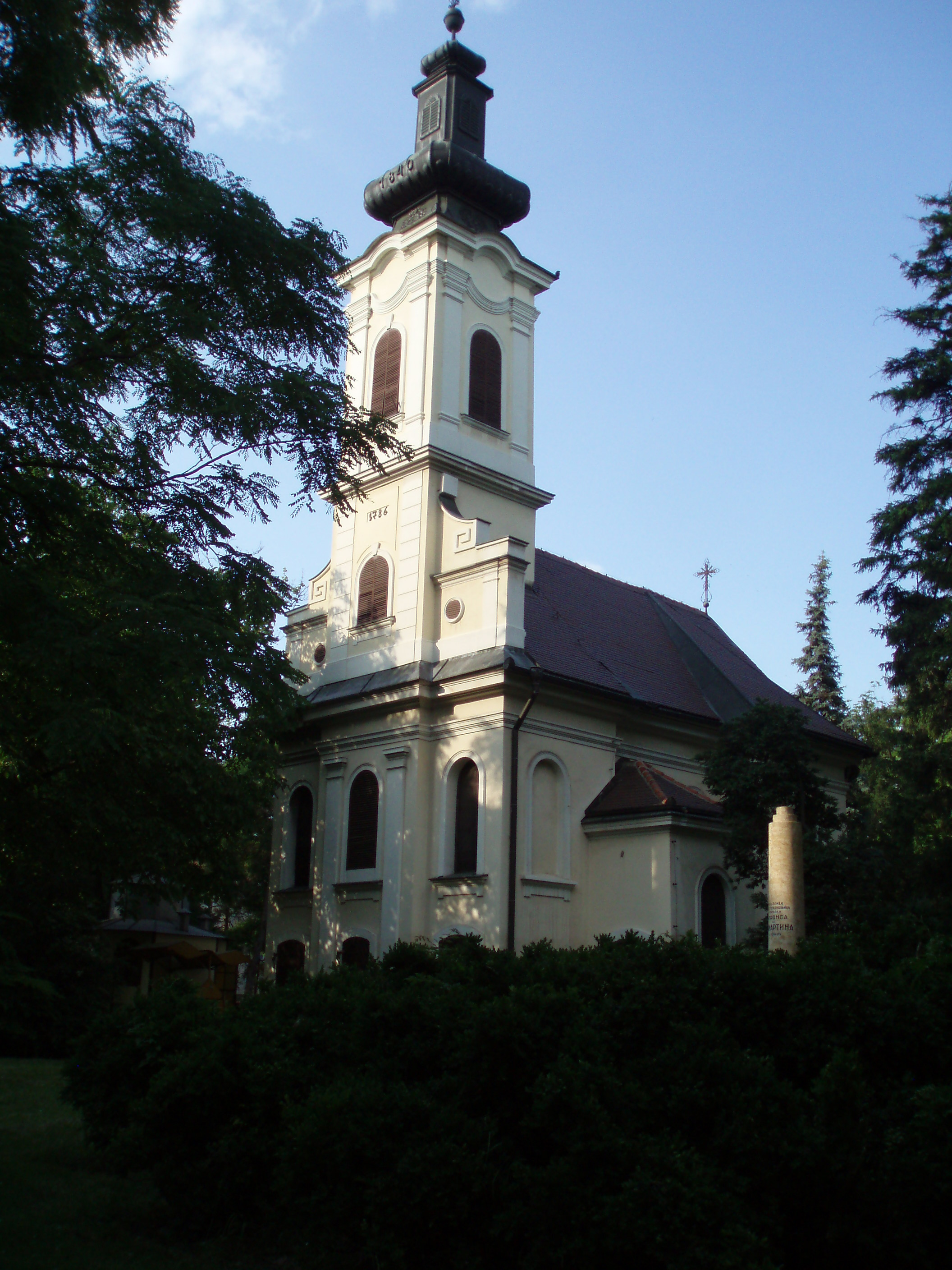
La chapelle Saint-Michel et Saint-Gabriel
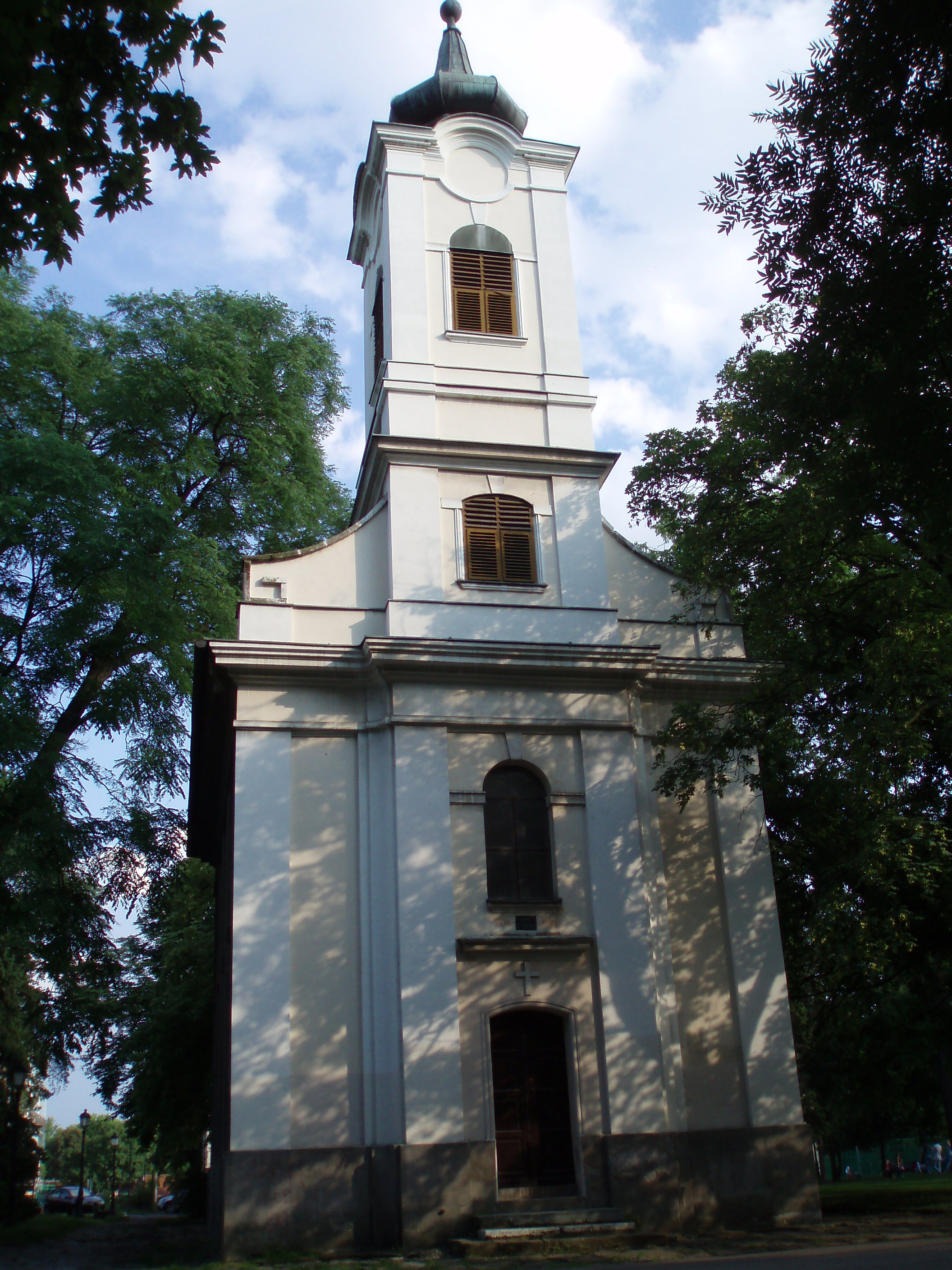
La chapelle Saint-Roch

Plusieurs monuments ont été érigés dans le parc, dont le monument d'Alphonse de Lamartine, qui date de 1933 ; cent ans plus tôt, le poète est resté en quarantaine dans le parc. Le Gradski park abrite aussi deux monuments en l'honneur du combat des Partisans communistes : le Lanceur de bombe (Bombaš) et L'Otage (Talac), tous deux datant de 1946. En 2006, un buste en l'honneur du poète Branko Radičević a été inauguré. Le parc abrite aussi le monument de la Reconnaissance du peuple arménien.

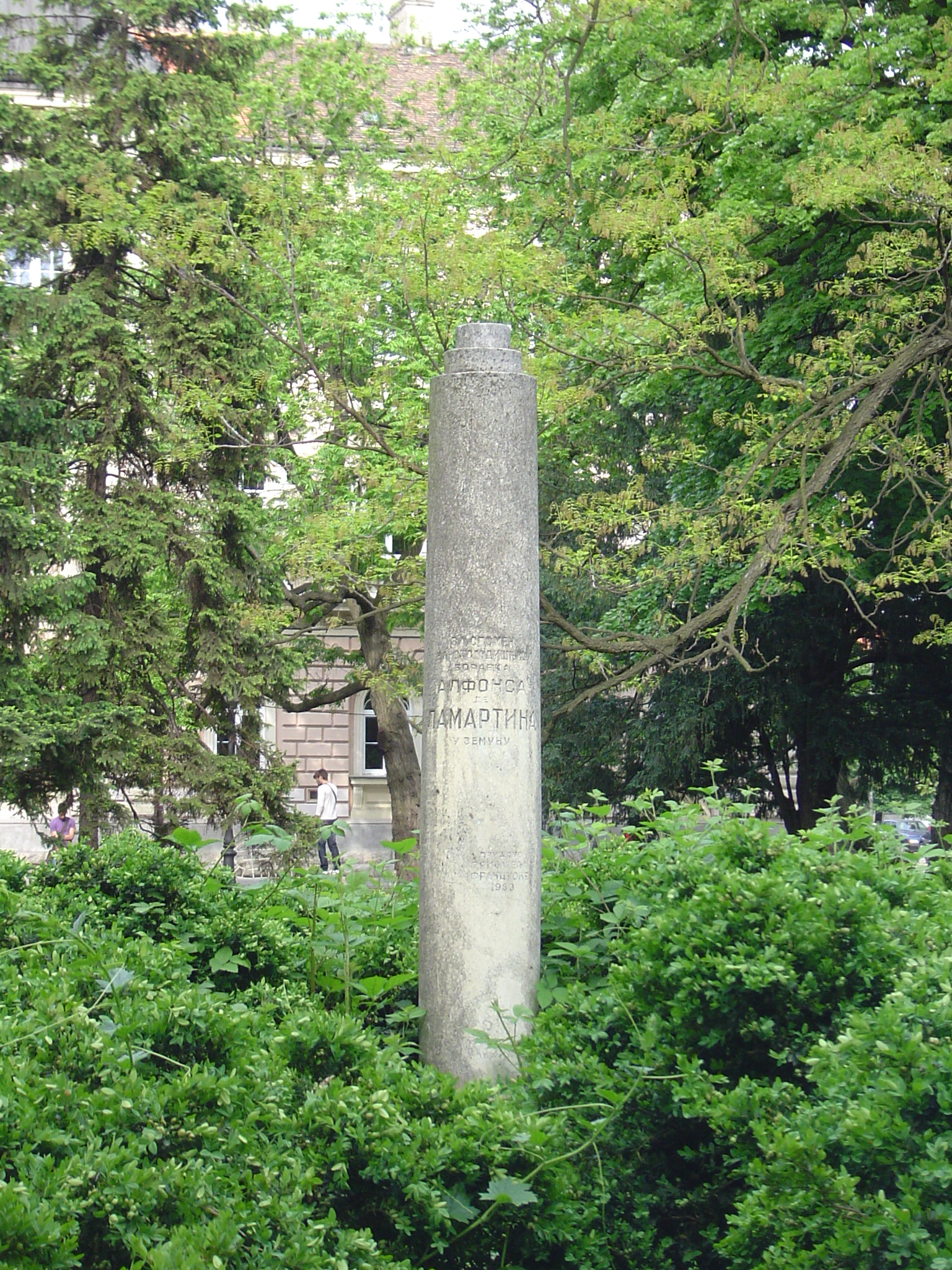
Monument d'Alphonse de Lamartine
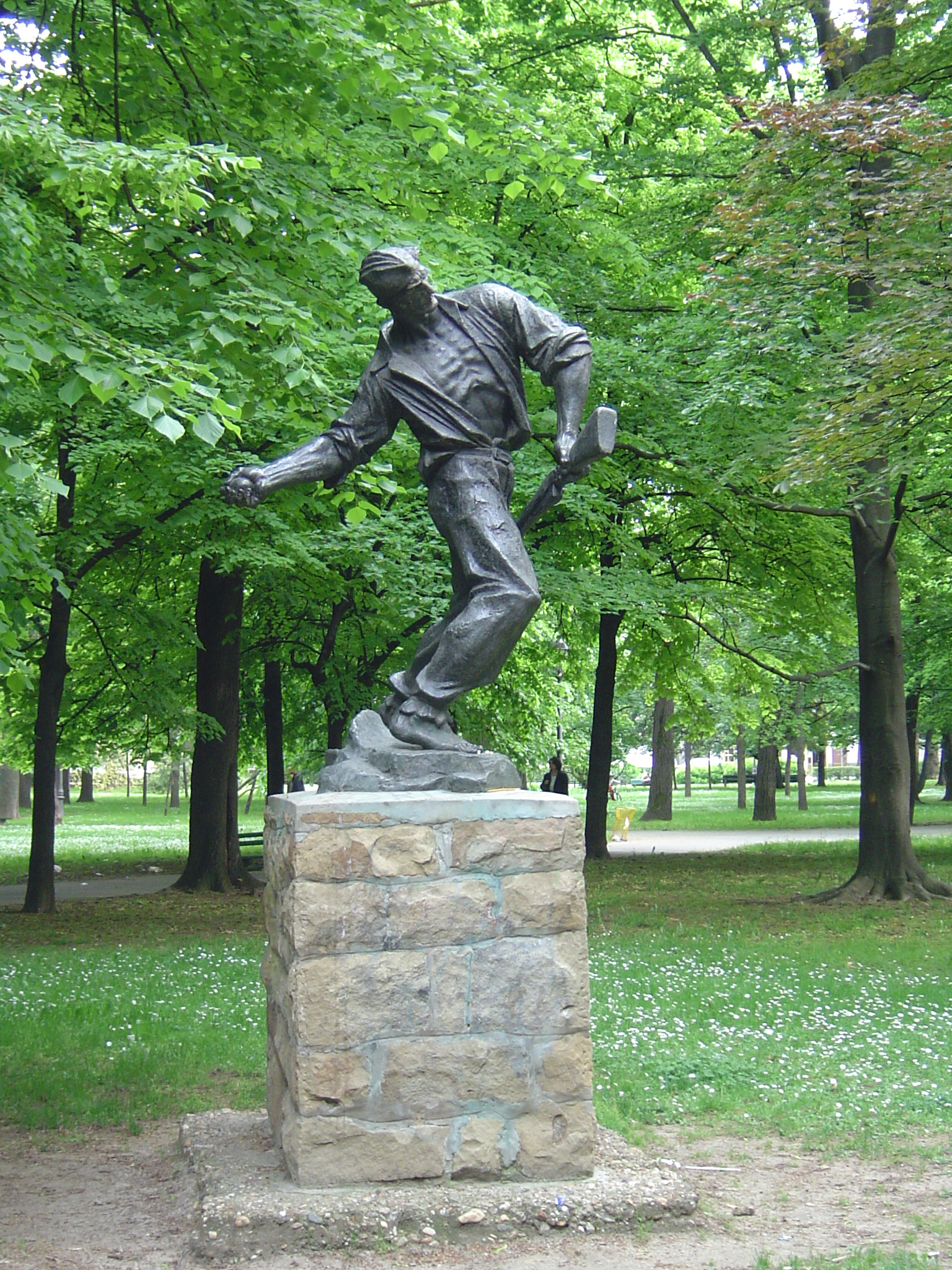
Le Lanceur de bombe
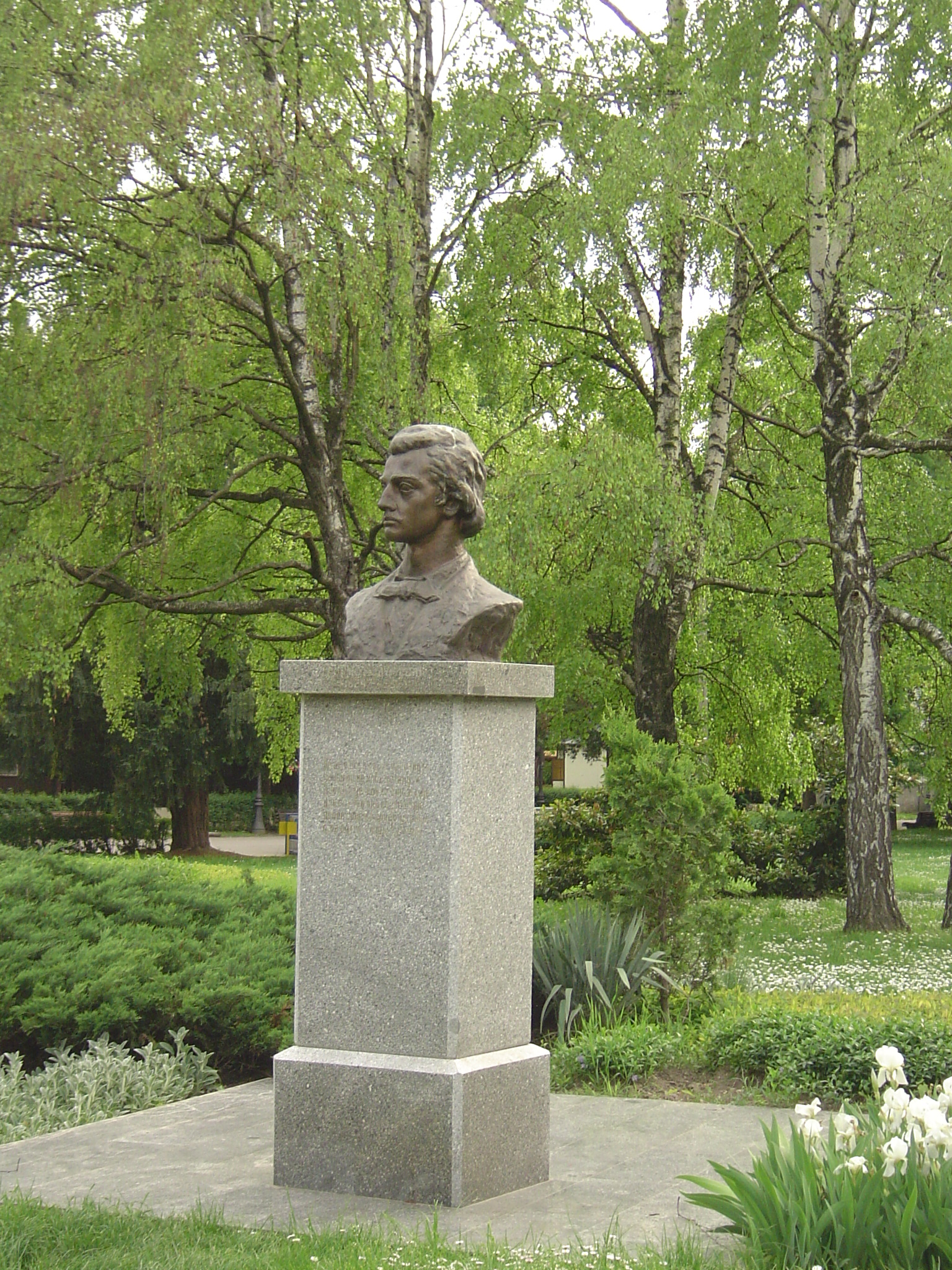
Buste de Branko Radičević
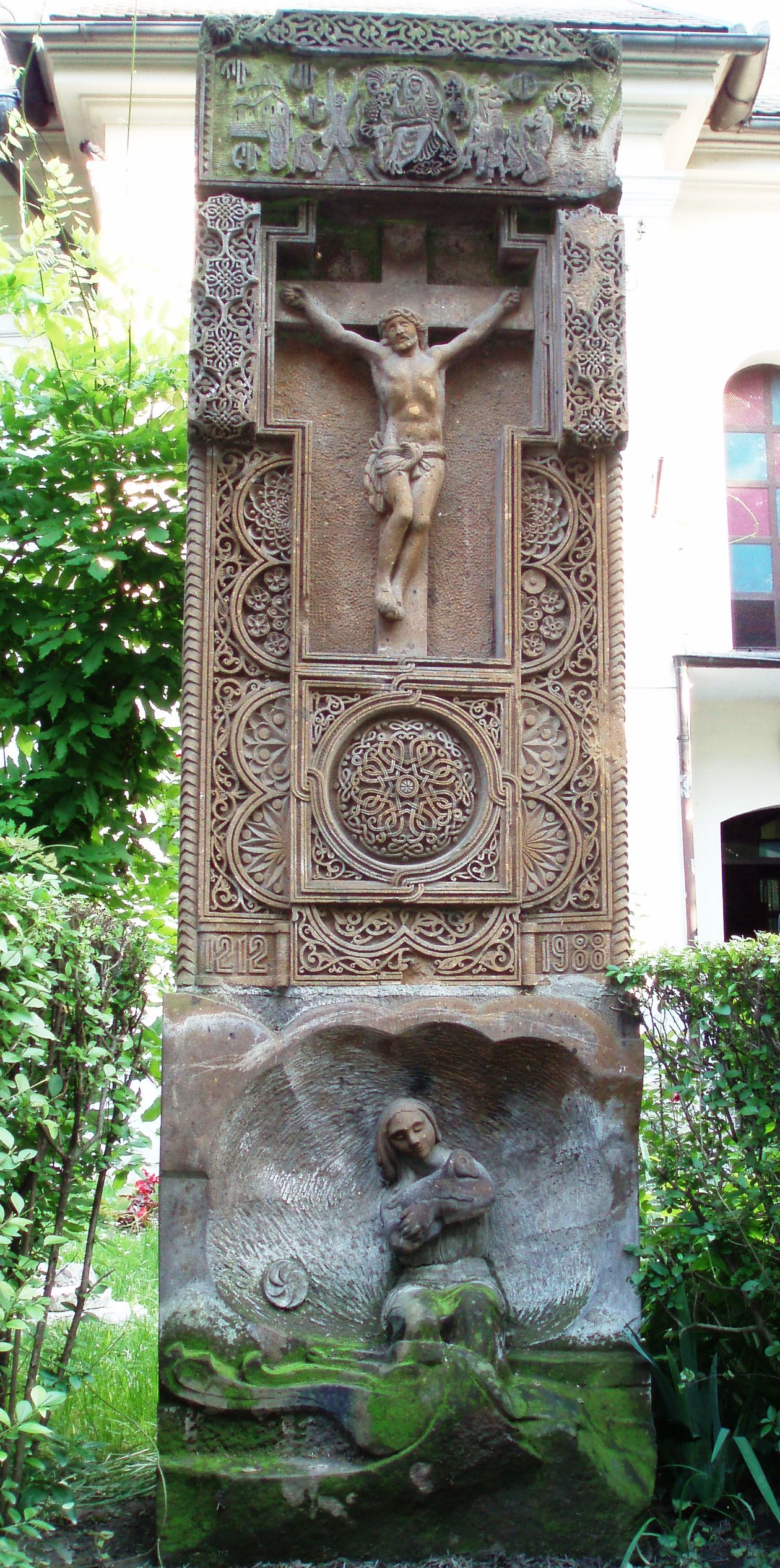
Monument de la Reconnaissance du peuple arménien

Le parc abrite l'école élémentaire Majka Jugovića, le lycée de Zemun (Zemunska gimnazija), créé en 1858, la Faculté d'agriculture de l'université de Belgrade, créée en 1905 et le Centre culturel et sportif Pinki. On y trouve aussi le couvent Saint-Jean-Baptiste et Saint-Antoine et le couvent des Sœurs de Saint Vincent de Paul. À proximité immédiate du parc sont situés le Centre clinique et hospitalier de Zemun (Kliničko-bolnički centar Zemun), l'école élémentaire Svetozar Miletić et l'école de musique Kosta Manojlović.

## Galerie

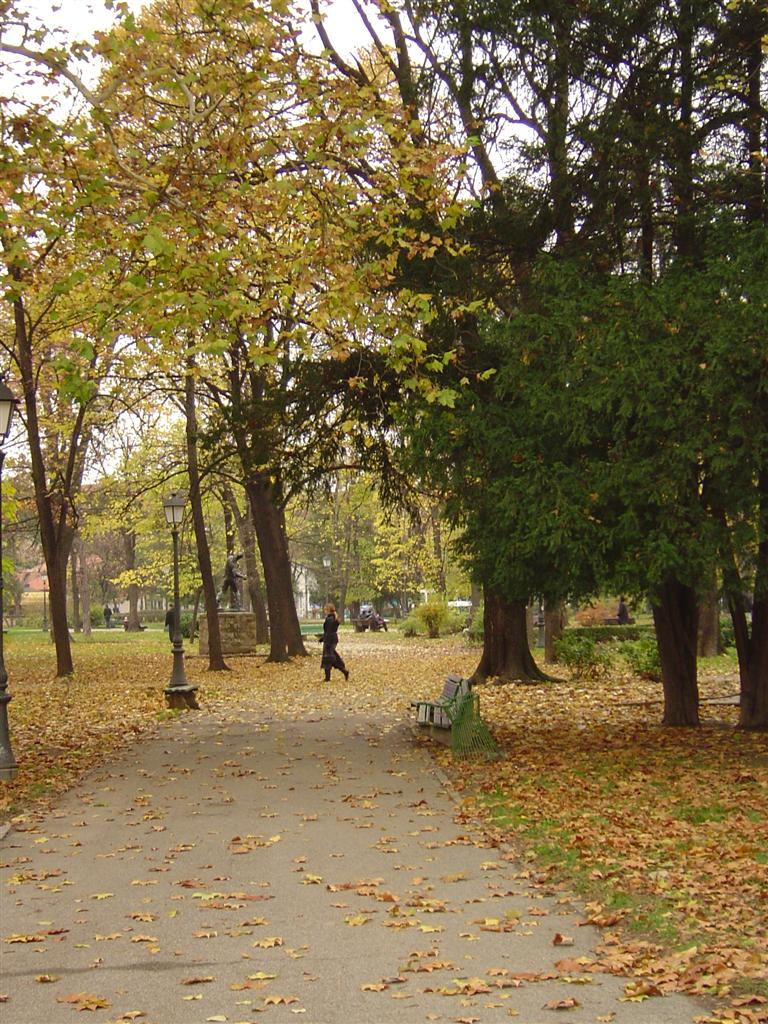
Le parc en automne
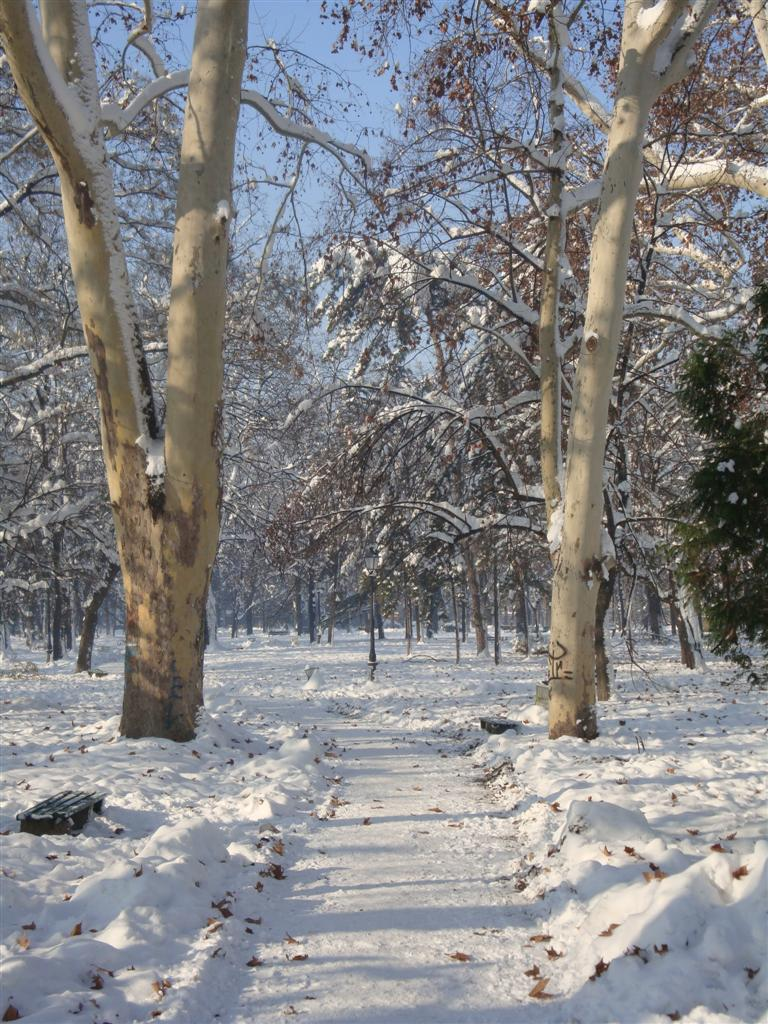
Le parc en hiver
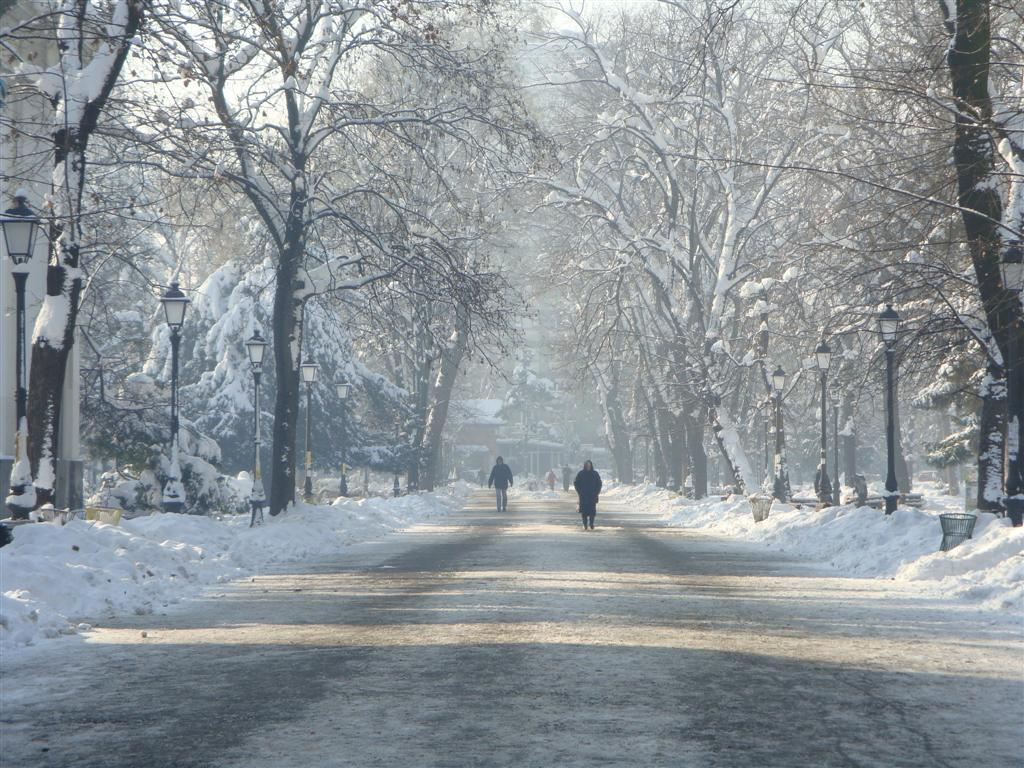
Le parc en hiver